# Sint-Vincentius-en-Barbarakerk

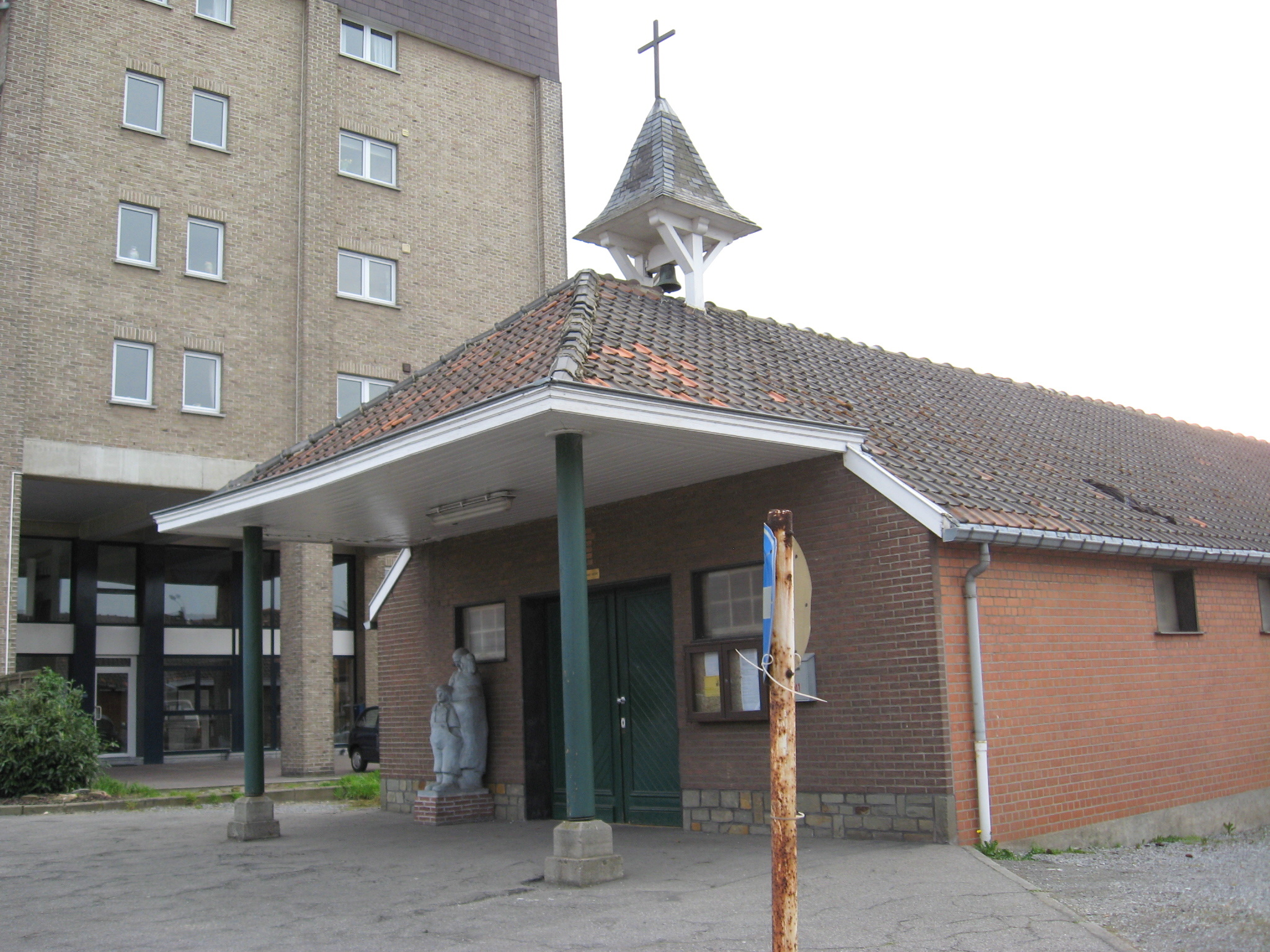
Sint-Vincentius-en-Barbarakerk

De Sint-Vincentius-en-Barbarakerk (Église Saint-Vincent et Sainte-Barbe) is een parochiekerk in Ans een plaats en gemeente in de Belgische provincie Luik.
De kerk werd gebouwd in 1950 als kapel voor de mijnarbeiders van de Société anonyme des Charbonnages d'Ans et de Rocour. De heilige Barbara werd gekozen daar zij de patrones van de mijnwerkers is.
De kapel was afhankelijk van de Onze-Lieve-Vrouweparochie, doch in 1978 kreeg ze de status van parochiekerk.
Het interieur heeft kruiswegstaties, vervaardigd door Herman Thoma, welke op de achtergrond scenes uit het mijnverleden van Ans heeft afgebeeld. Er is een glas-in-loodraam dat de glorie van Christus verbeeldt, en bij de ingang is er een beeld van Vincentius a Paulo.